# Neoromicia
Neoromicia és un gènere de ratpenats de la família dels vespertiliònids.

## Taxonomia
Aquest gènere està format per les següents espècies:
- Neoromicia flavescens
- Neoromicia guineensis
- Neoromicia melckorum
- Neoromicia somalica
- Neoromicia zuluensis